# 타이중 발전소
타이중 발전소(중국어 정체자: 台中發電廠, 병음: Táizhōng Fādiànchǎng)는 룽징구 타이중시 중화민국에 위치한 석탄 화력 발전소이다. 5,500MW의 석탄 화력 발전 용량을 갖추고 있으며, 세계에서 네 번째로 큰 석탄 화력 발전소이다. 가스 및 풍력 발전 장치와 함께 발전소의 총 설치 용량은 5,824MW이다.
2017년 11월, 타이중 시정부는 2018년 1월부터 타이중 발전소의 석탄 소비량을 24% 줄이도록 명령했다. 이 발전소는 2018년 전 세계에서 가장 많은 탄소 오염을 배출하는 10대 석탄 화력 발전소 중 하나로 추정되며, 2,990만 톤의 이산화탄소를 배출했고, 상대 배출량은 kWh당 1.282g으로 추정된다.

## 발전 장치
발전소는 각각 공칭 용량 550MW의 석탄 화력 장치 10개로 구성된다. 원래의 4개 장치는 1991년과 1992년에 가동되었다. 1996년에서 1997년에 걸쳐 4개의 추가 장치가 설치되었다. 8개의 구형 장치는 연간 약 1,200만 톤의 역청탄과 250만 톤의 준역청탄을 필요로 한다. 2005년 8월과 2006년 6월에는 550MW의 아임계압 9호기와 10호기가 인근에 매립된 부지에 설치되었다.
10개의 석탄 증기 터빈 외에도 타이중 발전소에는 각각 280MW와 44MW의 추가 용량을 더하는 4개의 가스 터빈과 22개의 풍력 터빈이 있다.

## 구성 요소
발전소는 복잡한 컨베이어 시스템을 갖추고 있다. 항구에서 석탄을 발전소로 운반하는 3개의 벨트가 있으며, 6개의 선박 언로더(2개의 버킷형과 4개의 스크류형)를 통해 운반된다. 석탄은 유닛으로 직접 보내지거나 5개의 스태커/리클레이머에 의해 석탄 저장소에 쌓인다. 여기에서 석탄을 회수하여 10개의 유닛 중 어느 곳으로든 보낼 수 있다. 중요한 컨베이어 경로에는 내장된 이중화가 있다.
모든 벨트에는 벨트의 온도를 모니터링하고 화재 발생 시 경보를 보내 피해를 최소화하는 화재 경보 시스템이 장착되어 있다. 석탄 수용 시설은 1992년에 완공되었다.
각 유닛의 보일러는 드럼형, 수냉식, 자연 순환식으로 건식 하단로, 균형 통풍 및 석탄-석유 연소 기능을 갖추고 있다.
각 유닛의 증기 터빈은 탠덤-컴파운드형으로 4개의 유량 배출구, 단일 재열 및 550MW 정격 용량을 갖추고 있다.
발전기는 초임계 증기 고전력 밀도이다.
정전기 집진기는 미립자의 99.8%를 제거하여 산업용 시멘트 및 간척에 사용할 수 있도록 분류한다.
발전소는 345kV 개폐장치를 통해 전력망에 연결되어 있다.

## 기능
이 발전소는 기저부하 서비스를 위해 설계되었으며 일일 가동 및 중단 작업이 가능하다. 이 발전소의 전기는 25년 전력 구매 계약에 따라 타이전력에 판매되고 있다.

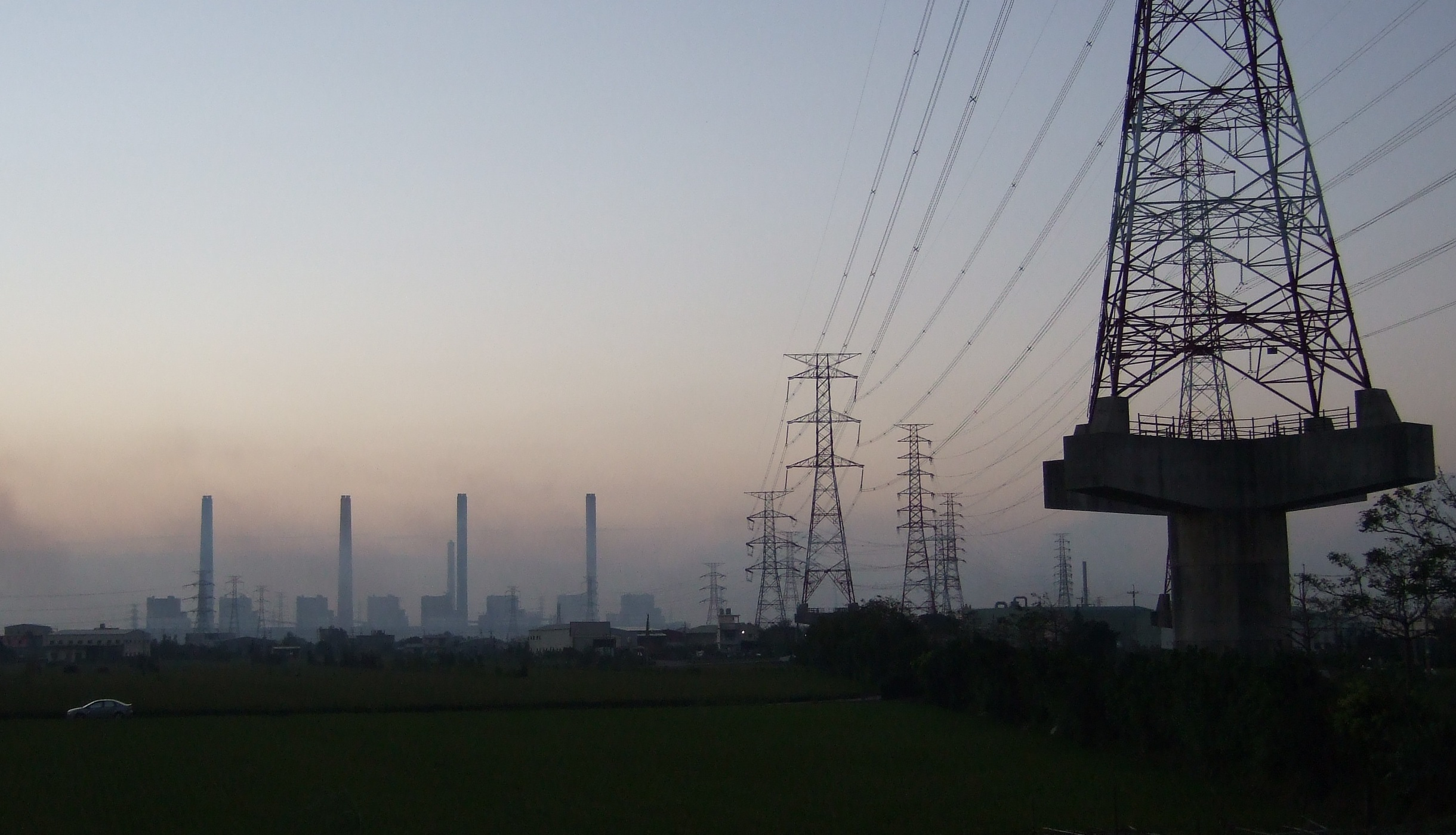
타이중 발전소에서 나가는 송전선

## 연료 공급
이 발전소는 연간 1,200만 톤의 역청탄과 250만 톤의 준역청탄을 사용한다. 타이전력은 발전소 석탄 공급량의 대부분을 오스트레일리아, 미국, 남아프리카 공화국, 인도네시아 등지에서 장기 계약을 통해 구매한다. 인도네시아는 준역청탄의 주요 공급원이다. 나머지 석탄 공급량은 현물 시장에서 구매한다.

## 오염
2015년 12월 대만에서 폐암 발병률 증가에 대한 과학계의 경고가 있었을 때, 타이중 발전소는 포모사 플라스틱 그룹의 제6 나프타 분해 공장과 함께 대만 중부 지역의 대기 오염의 약 70%를 차지하며, 다량의 황산화물을 배출하는 것으로 주장되었다.

## 향후 계획
타이중 발전소는 2025년 8월 31일과 2026년 8월 31일까지 각각 1.3기가와트 용량의 가스 복합 사이클 장치 2개를 추가할 계획이다. 또한, 정부의 대기 질 개선 정책에 따라 2030년까지 2~4개의 석탄 화력 장치가 폐기될 예정이다.

## 사건

### 2017년
2017년 8월 4일 오전 9시 25분, 발전소 7호기 발전기가 증기 응축기 시스템의 저진공으로 인해 안전 보호 시스템이 작동하여 트립되었다. 이 사건으로 인해 500MW의 전력 감소가 발생했지만, 신속하게 복구되어 오후 12시 35분에 재가동되었다.
2017년 8월 5일 오전 9시 25분, 발전소 1호기 발전기가 보일러 파이프 파손으로 인해 오작동하여 530MW의 전력 생산 감소로 이어졌다.

### 2021년
2021년 6월 10일 오전 7시 3분, 발전소의 석탄 컨베이어 벨트에서 화재가 발생했으며, 3시간 후에 진화되었다.

## 수상
2010년 11월 8일, 이 발전소는 중화민국 경제부 산업 발전국이 주최한 제23회 전국 QCC 경진대회에서 최우수상을 수상했다.
2016년 7월 10일, 이 발전소는 대만 전력부가 주최한 COLS 국제상을 수상했다.

## 교통
타이중 발전소는 대만 철로 관리국의 룽징역 서쪽에서 접근할 수 있다.

## 같이 보기
- 대만의 발전소 목록
- 하이푸 발전소
- 석탄 발전소 목록
- 세계 최대 발전소 목록
- 대만의 전력 부문